# Люлка (част на оръжие)
 Тази статия е за Люлка (част на оръжие).  За игралното съоръжение вижте Люлка.  
Лю́лката е конструкционен елемент на артилерийския лафет, предназначен за неговото съединяване с оръдейния ствол и за насочването на движението на ствола при отката и наката по време на стрелбата. Обединявайки се с тези части на артилерийската система, които се разполагат върху люлката, тя образува т. нар. люлееща се (подвижна) част на оръдието.

## Описание
Конструктивно има рамкови, коритни и смесени люлки. Като правило, със своите цапфи люлката се опира на горната част на рамата на лафета, а за насочването на оръдието специален подемен механизъм ѝ позволява, заедно със ствола, да се движи по вертикалната плоскост (да се люлее). Свръзката на ствола с люлката се осигурява от противооткатните устройства.
След осъществяването на изстрела оръдейният ствол се откатва по направляващите на люлката, а след това се връща в изходното си положение под действието на накатника.